# Hormographiella
Hormographiella es un género de hongos en la familia Psathyrellaceae. El género contiene tres especies de hongos anamórficos que poseen  teleomorfos Coprinopsis o Coprinellus.